# Cabera nogentina
Cabera nogentina är en fjärilsart som beskrevs av Thierry-mieg 1910. Cabera nogentina ingår i släktet Cabera och familjen mätare. Inga underarter finns listade i Catalogue of Life.